# Église Saint-Jean de Châlons-en-Champagne
L'église Saint-Jean est une église dont les parties les plus anciennes sont de la fin du XIe siècle. Située à Châlons-en-Champagne (préfecture du département de la Marne), elle est classée au titre des monuments historiques par la liste des monuments historiques de 1862.

## Histoire
L'église, bâtie du XIe siècle au XVIIe siècle, permet de suivre l’évolution de l’architecture de l’art roman jusqu’à l’art de la Renaissance. La construction de la nef paraît remonter au dernier quart du XIe siècle. L'évêque Memmie serait le bâtisseur de la première chapelle bâtie sur cet emplacement, elle était alors hors de la cité.

### Description
Les bas-côtés renaissance, le double transept flamboyant et renaissance et le chœur gothique ont des voûtes sur croisées d’ogives. Les murs sont percés de larges fenêtres. Le chevet actuel date du XIIIe siècle. Au XIIIe siècle furent inhumés, dans l'église, deux évêques de Châlons : saint Élaphe et saint Lumier.
La paroisse grandissant, la confrérie des drapiers fait un embellissement en 1356.
Vers 1500, les arbalétriers construisirent une chapelle dédiée à saint Sébastien leur patron (actuelle chapelle des fonts baptismaux). En 1603, une tour fut élevée au-dessus de la croisée du transept et il fallut consolider les piles. En 1671, les bas-côtés furent remaniés et recouverts de voûtes d’ogives surbaissées. Fortement ravagée par les guerres de la Révolution et de l’Empire, l’église Saint-Jean-Baptiste a été restaurée  après son classement, en 1868 le portail, en 1869  mur du chevet et suppression de la sacristie nord-est. 1873-75 : restauration du transept puis en 1876, le mur du bas-côté nord. En 1889, sous le contrôle de l'architecte Charles Genuys pour la nef et le clocher. Ses vitraux datent du XIXe siècle.
Selon la coutume, les paroissiens devaient entretenir la nef et les bas côtés, les décimateurs se devaient au chœur et au chancel, la toiture et le clocher. Dans cette église a été baptisé Nicolas Appert en 1749, sa maison natale est sise en face de l'église (plaque).

## Galerie de photographies

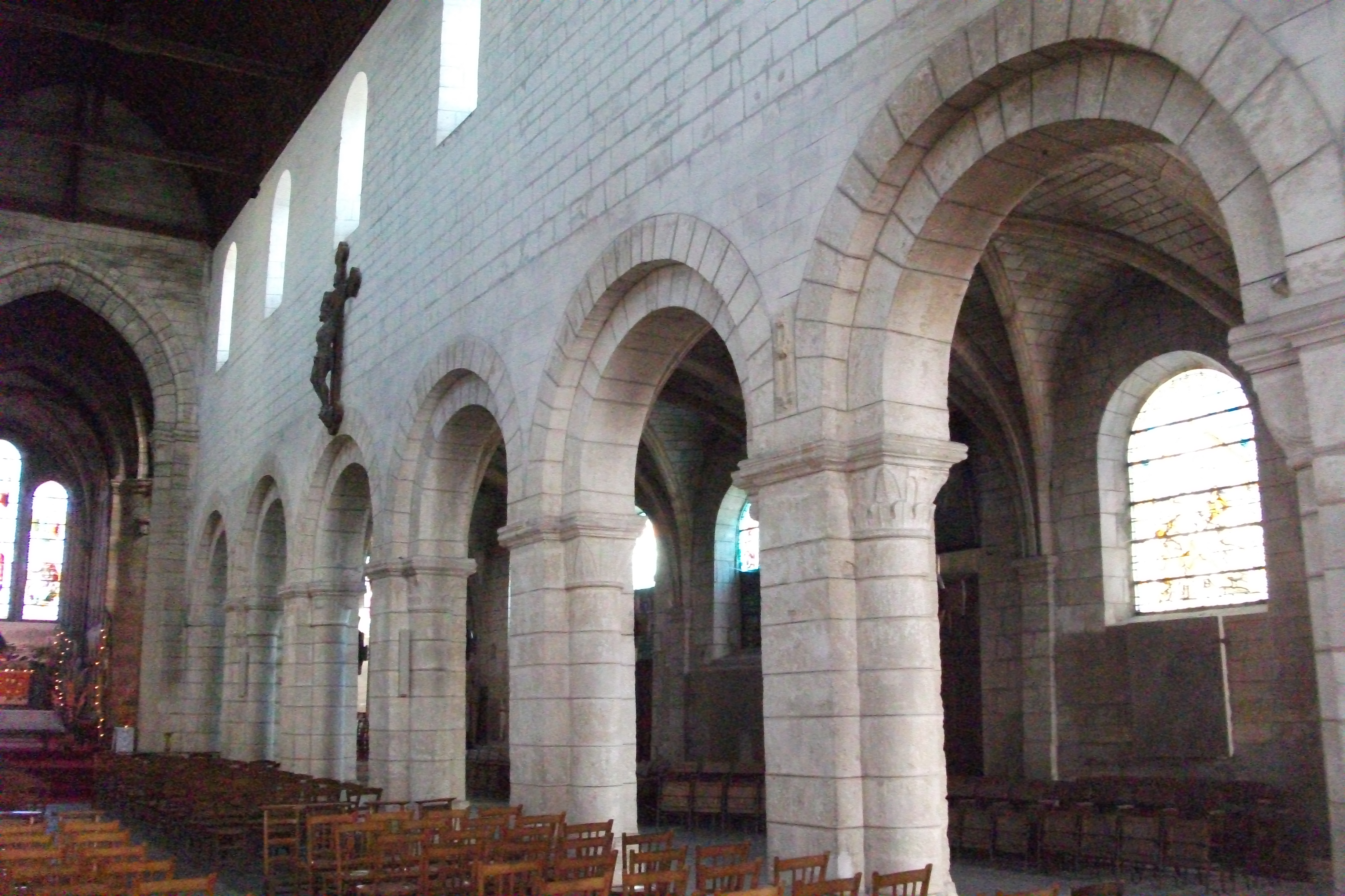
La nef.
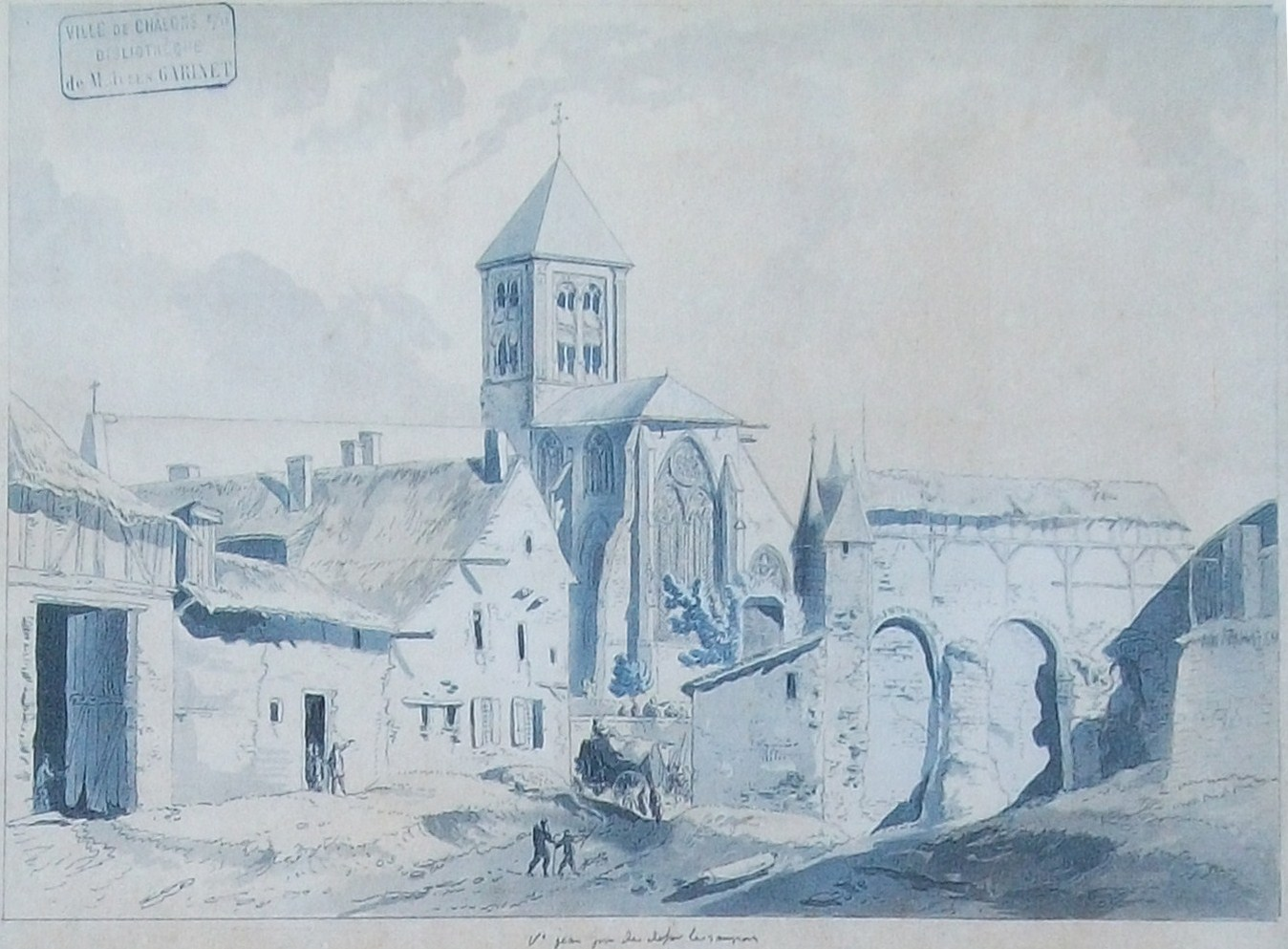
L'église au XVIIIe.
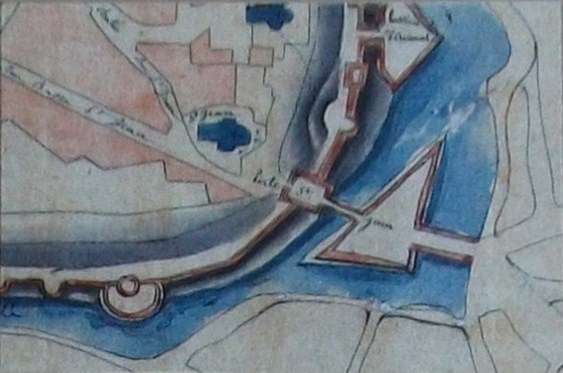
L’église, aux portes de la ville, plan du XVIIIe.
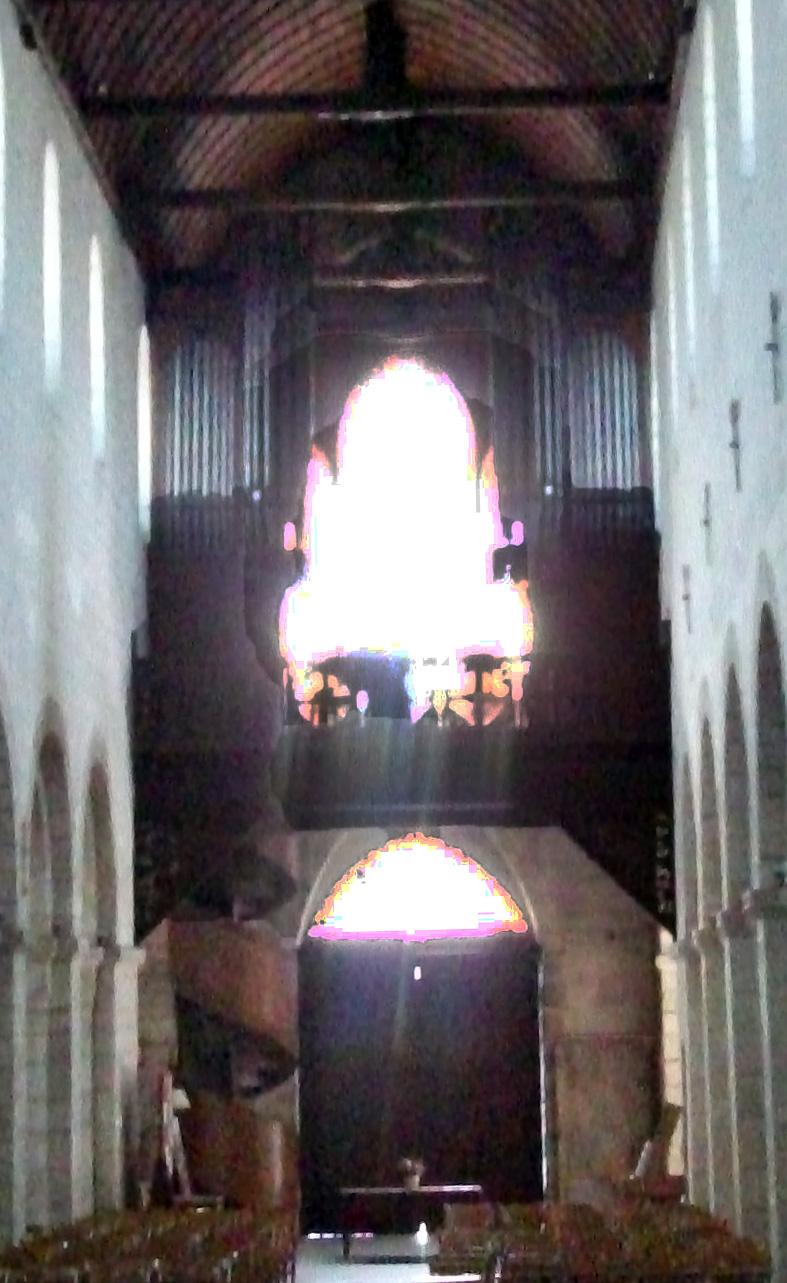
Nef et orgues.
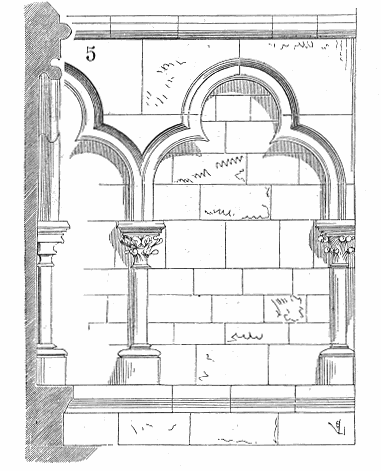
Arcature par Eugène Viollet-le-Duc.
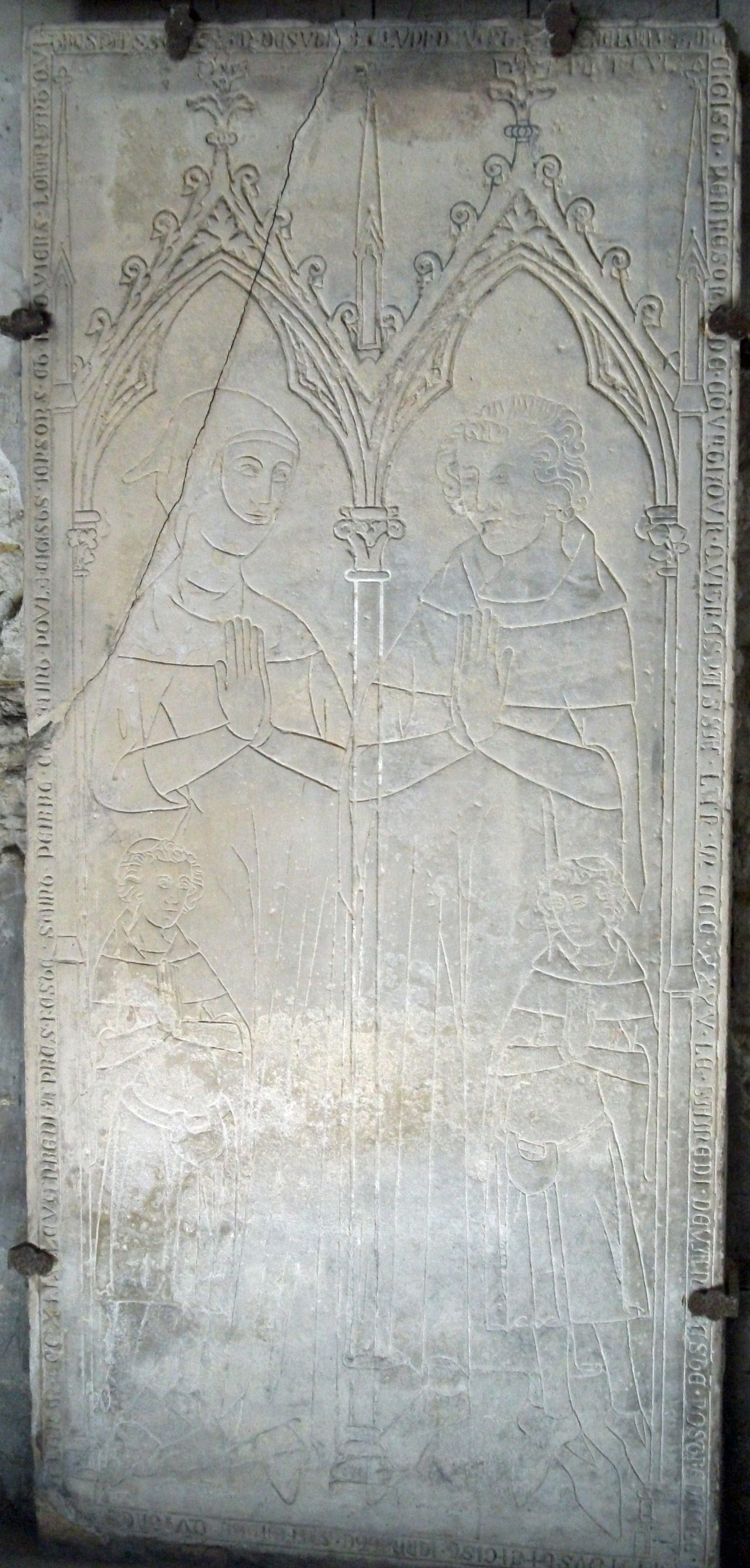
Tombeau de Perresson de Courtissou.
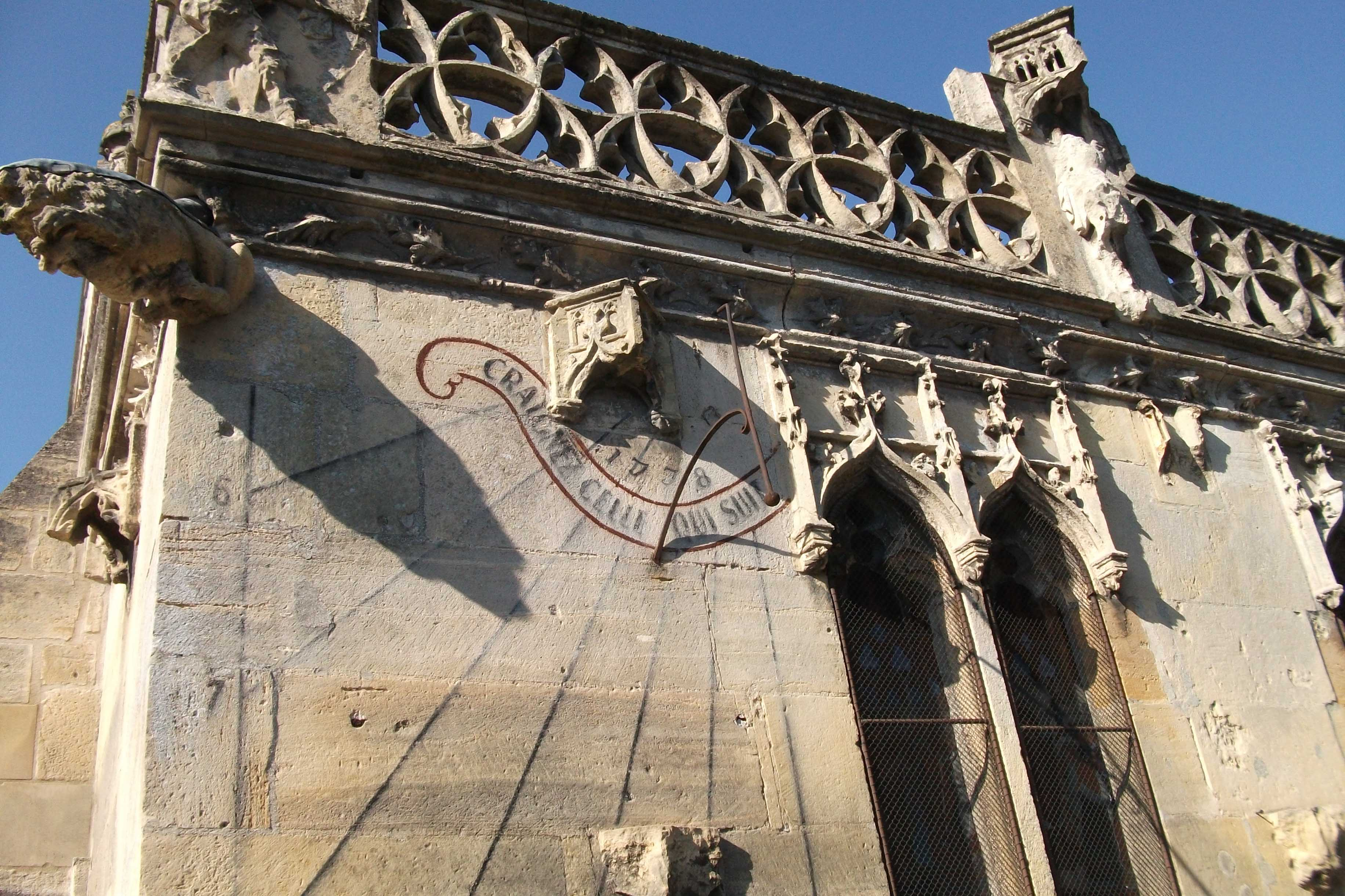
Cadran solaire sur la chapelle des Arbalétriers.
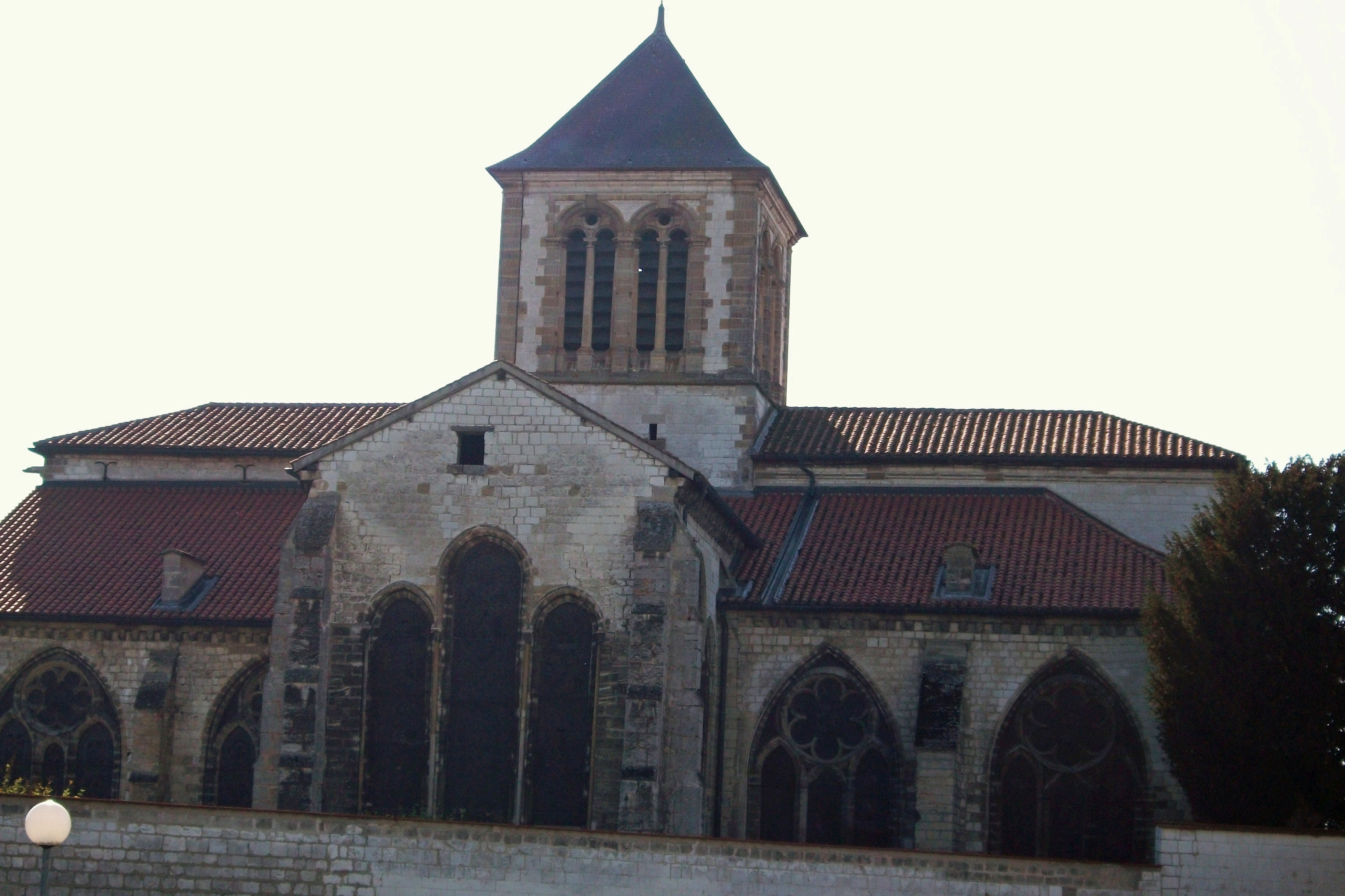
Vue du sud.